# Paula Estebas
Paula Estebas (Logroño, La Rioja, 21 de febrero de 1993) es una jugadora española de baloncesto profesional que pertenece a la plantilla del CB Islas Canarias de la Liga Femenina española.

## Biografía
Paula Estebas Armas nació en Logroño, La Rioja en 1993 Mide 1.75 metros, y juega en la posición de Base-Escolta. Desde joven estuvo vinculada al equipo Campus Promete, de Logroño, del que en los últimos años fue la capitana.
Se marchó del Campus Promete al acabar la temporada 2017-2018 y descender a LF2. Jugó la temporada siguiente en Araski AES y regresó a Promete en la 2019-2020, en el regreso del equipo riojano a Liga Femenina 1.
En mayo de 2025 se confirmó su regreso a la Liga Femenina española tras jugar la temporada anterior en la liga italiana, al fichar por el CB Islas Canarias.
Es licenciada en Matemáticas, y también tiene la Carrera de Violín.

## Trayectoria deportiva

### Clubes
- 2011-2013: Club Baloncesto Las Gaunas (Fundación Promete). L.F.2.
- 2014-2016: AD. Fundación Promete (Campus Promete). L.F.2
- 2016-2017: AD. Fundación Promete (Campus Promete). L.F.1
- 2017-2018: Campus Promete, L.F.!.[5][6]
- 2018-2019:  Araski AES, Vitoria.[1]
- 2019-2022: Campus Promete, L. F. 1
- 2022: Movistar Estudiantes.  LF.[7]
- -2023: IDK Euskotren. L.F.[7]
- 2023-2024: Club Bàsquet Santfeliuenc[8]
- 2024-2025: Brixia Basket
- 2025-presente: CB Islas Canarias

### Selección nacional
- Formó parte de la selección española sub-20 que logró la medalla de oro en el Europeo de 2013 en Turquía.[1][9]